# Wielbarkkulturen
Wielbarkkulturen (tysk: Wielbark-Willenberg-Kultur, polsk: Kultura wielbarska, ukrainsk: Вельбарська культура (Vel’bars’ka kul’tura)) var en forhistorisk kultur, som blandt andet har været identificeret som gotisk, skønt forskerne ikke er enige; kulturen dukkede op i første halvdel af det første århundrede e.Kr. og erstattede Oksywiekulturen i det område, som nu er Pommerellen omkring nedre Wisła, hvilket var forbundet til Przeworskkulturen.

## Opdagelse
Wielbarkkulturen er opkaldt efter en by, hvor en gravplads med over 3.000 gotiske og gepidiske grave blev opdaget i 1873. Desværre blev mange gravsten flyttet og skadet af tidlige tyske forskere. Den oprindelige udgravningsrapport, som forsvandt under 2. verdenskrig, blev først fundet i 2004 og underkastes nu granskning af polske forskere fra Gdańsk, Warszawa, Kraków og Lublin.

## Udbredelse
Wielbarkkulturen bredte sig over omtrent samme område, som tidligere omfattedes af Oksywiekulturen. Området ligger omtrent omkring nutidens Gdańsk og Chełmno. Senere bredte den sig til søområderne omkring Kassubien og Krajenskiansøerne og strakte sig sydpå til områderne omkring nutidens Poznań.
Under første halvdel af 200-tallet forlod Wielbarkkulturens folk deres bopladser ved Østersøen, på den tid kaldt Mare Suevicum eller Mare Germanicum, samt områderne direkte ved Wisła, og ekspanderede til det område, som i 1000-tallet blev Masovien og Lille-Polen på den østlige side af Wisła og strakte sig ind i nutidens Ukraine, hvor de overgik i den så kaldte Chernyakhovkultur.
I år 2000, i Czarnówko (województwo pomorskie), nær Lębork i Pommern, opdagede man en ny gravplads fra Oksywie- og Wielbarkkulturen. Gravene er fra tiden inden, at befolkningen vandrede mod sydvest. En bronzekedel viser mænd, som bærer sveberknuder i håret.

## Kendetegn
Der fandtes afgørende forskelle mellem Przeworskkulturen og Wielbarkkulturen, og der synes at være ubetydelig, om nogen, direkte indbyrdes påvirkning mellem dem.
Befolkningen i Wielbarkkulturen anvendte både almindelig begravelse og kremering for at begrave de døde. Karakteristisk er også at rejse sten på gravpladsen, stencirkler, og andre former af stenrejsning, som stærkt minder om skikke i det sydlige Skandinavien.
Ingen våben eller redskaber er fundet i gravene modsat gravene fra Przeworskkulturen, hvor man ofte finder sådanne gaver. I stedet synes genstande som ornament og klæder at være mere almindelige, selv om man har fundet sporer i et mindre antal grave. Sporerne er det eneste krigerattribut, man fundet i Wielbarkkulturgrave.
Andra kendetegn for Wielbarkkulturen er anvendelsen af bronze for at lave ornamenter og tilbehør. Sølv anvendtes sjældent og næsten aldrig guld. Jern synes at have været meget sjældent.

## Goterne
Wielbarkkulturen er blevet associeret med Jordanes' oplysninger om goternes udvandring fra Scandza (Skandinavien) og deres bosættelse i "Gothiscandza". Ifølge Jordanes fortrængte de vandalerne under deres indvandring.
Gothiscandza lokaliseres til Wisłas munding, og området fik også navnet Gutones (Plinius den Ældre) eller Gothones (Tacitus):
På den anden side af lugierne lever gotonerne, der styres af enemægtige konger og det lidt strammere end de andre germanere, men dog endnu ikke så stramt, at det er gået ud over deres frihed. Umiddelbart op til Oceanet følger så rugierne og lemovierne. Kendetegnende for alle de her nævnte stammer er deres runde skjolde, korte sværd og lydighed imod konger.
Navnet, som Plinus og Tacitus opgiver, er identisk med *Gutaniz, den rekonstruerede urgermanske form af Gutans, goternes (samt guternes) benævnelse på sig selv.
Arkæologer er forsigtige med at tilskrive arkæologiske kulturer etnicitet, og spørgsmålet om forbindelsen mellem goter og Wielbarkkulturen samt mellem Wielbarkkulturen og Skandinavien er yderst omdebatteret. Den seneste tendens blandt forskere viser usikkerhed ved at forbinde Wielbarkkulturen og goterne, og man mener i dag, at Wielbarkkulturen ikke kun opstod ved immigration fra Skandinavien. I stedet synes kulturen at være udviklet fra Oksywiekulturen samt trolig ved skandinavisk påvirkning. Denne teori baseres på, at Wielbarkkulturen har samme geografiske udbredelse som Oksywiekulturen og beviseligt tillige fortsatte med at bruge flere af Oksywiekulturens gravpladser. Bosættelserne bestod trolig både af tidligere indbyggere og grupper af skandinaver. Måske var goterne den styrende stamme i området, efter som Jordanes noterer, at goterne underkuede den oprindelige befolkning i området:
Soon they moved from here to the abodes of the Ulmerugi, who then dwelt on the shores of Ocean, where they pitched camp, joined battle with them and drove them from their homes. Then they subdued their neighbors, the Vandals, and thus added to their victories. But when the number of the people increased greatly and Filimer, son of Gadaric, reigned as king—about the fifth since Berig—he decided that the army of the Goths with their families should move from that region.
Det rådende syn er, at den direkte indflytning af gotere (omtalt af Jordanes) ved Mare Germanicum i nutidens Polen kan påvises ved gravhøje med omkringliggende stencirkler og enkeltstående rejste sten (hvilken gravskik er lig den i Skandinavien, især koncentreret til Gotland og Götaland). Gravene er fundet mellem Wisła og de Kasjubiske og Krajenskiske sølandskaber og når ind i regionen Koszalin. Gravene dukker op i senere halvdel af første århundrede e.Kr.
Wielbarkkulturen synes således at være en blanding af goter og gepider fra Skandinavien samt de tidligere indbyggere (især vandaler, venedier og rugier, det vil sige Jordanes "Ulmerugi").